# Kelly Parker
Kelly Parker (Regina (Saskatchewan), 8 de março de 1981) é uma futebolista canadense que atua como meio-campista, medalhista olímpica. 

## Carreira
Kelly Parker fez parte do elenco medalha de bronze em Londres 2012.